# Немея
Неме́я (др.-греч. Νεμέα) — древнегреческий город на северо-востоке Пелопоннеса, в 25 километрах к юго-западу от Коринфа на границе Коринфии и Арголиды. В настоящее время — деревня Архея-Немея.
Местность известна подвигом Геракла. Здесь Геракл убил дикого льва, наводившего ужас на местных жителей. Также Немея оказалась известна благодаря Немейским играм в честь Зевса, проходившим здесь каждые два года под контролем города Клеон, а позже Аргоса.
По одному из мифов игры стали проводиться в честь маленького сына царя этой местности Офельта, убитого змеёй. И вначале игры носили характер поминовения. А с 573 года до н. э. упоминаются уже как спортивные всегреческие состязания.
До сегодняшних дней сохранился стадион позднего VI века до н. э. в форме лепестка со зрительскими сидениями. Рядом со стадионом находится святилище Зевса постройки 330—320 гг. до н. э.
В городе действует небольшой музей, содержащий архитектурные части храма Зевса, серебряные и медные монеты, спортивные предметы и другие экспонаты, найденные при раскопках.
В 4 километрах от Немеи находятся руины другого древнегреческого города Флиунта, о котором известно, что там в VII веке до н. э. правил тиран Леон.